# Deon Yelder
Deon Yelder (Louisville, 6 marzo 1995) è un giocatore di football americano statunitense che milita nel ruolo di tight end per i San Antonio Brahmas nella X Football League (XFL).

## Carriera

### New Orleans Saints
Yelder firmò con i New Orleans Saints dopo non essere stato scelto nel Draft NFL 2018, ricevendo un bonus alla firma di 90.000 dollari. Fu svincolato alla fine del training camp, rifirmando per la squadra di allenamento il 2 settembre 2018. Fu svincolato definitivamente il 3 ottobre 2018.

### Kansas City Chiefs
Yelder firmò con la squadra di allenamento dei  Kansas City Chiefs il 4 ottobre 2018. Fu promosso nel roster attivo il 23 ottobre 2018. Debuttò nella NFL cinque giorni dopo nella vittoria per 30-23 sui Denver Broncos, giocando negli special team. La sua stagione da rookie si concluse con 3 presenze, tutte negli special team.
Yelder ricevette il suo primo passaggio da 24 yard dal quarterback Patrick Mahomes il 29 settembre 2019 nella vittoria per 34-30 sui Detroit Lions. La sua seconda stagione si chiuse con 9 presenze, di cui una come titolare, con 3 ricezioni per 50 yard. Il 2 febbraio 2020 scese in campo nel Super Bowl LIV contro i San Francisco 49ers che i Chiefs vinsero per 31-20, conquistando il primo titolo dopo cinquant'anni.

## Palmarès
- Super Bowl : 1

Kansas City Chiefs: LIV
- American Football Conference Championship: 2

Kansas City Chiefs: 2019, 2020